# Klippduva
Klippduva (Columba livia) är en fågelart i familjen duvor. Arten inkluderar den domesticerade tamduvan (Columba livia domest.), och förrymda bestånd av tamduvor som givit upphov till stadsduvan. Dessa tre typer häckar med varandra.
Den ursprungliga klippduvan häckar i grottor och klippstup, mest vid kusten men även i bergstrakter. Stamformen av klippduva har sin utbredning utmed Skottlands kust, på Färöarna, lokalt på Irland, i Medelhavstrakterna, norra Afrika, Mellanöstern och Sydasien. Stadsduvan lever i halvöppna miljöer som jordbrukslandskap och i städer och förekommer över stora delar av världen. Arten är mycket talrik, och populationen stadsfåglar och vilda fåglar i Europa uppskattas uppgå till 17 till 28 miljoner.
Klippduvan och tamduvan är till formen lika. De är 30–35 cm långa och har ett vingspann på 60–68 cm. Den ursprungliga klippduvan påminner i dräkten om skogsduvan, men kroppen är ljusare och den har vita vingundersidor. Den har blågrått huvud med grönglänsande fläck på halsen och rosaskimrande övre bröst. Ovansidan vingen och merparten av ryggen är ljusgrå med en vit övergump. Den har två svarta tvärband på vingarna och grå stjärt med svart ändband. Tamduvan är mycket variabel i färg och mönster och kan vara brokig i vitt, ljusgrått, mörkgrått, rödbrunt, vara helt mörkgrå, vita eller se ut som den ursprungliga klippduvan. Det finns få synliga skillnader mellan hanar och honor.
Arten är generellt monogam och får vanligen två ungar per kull. Båda föräldrar tar hand om ungarna en tid. I början matar föräldrarna ungarna med krävmjölk men de blir snart självständiga i foderval.

## Utbredning och systematik

### Utbredning

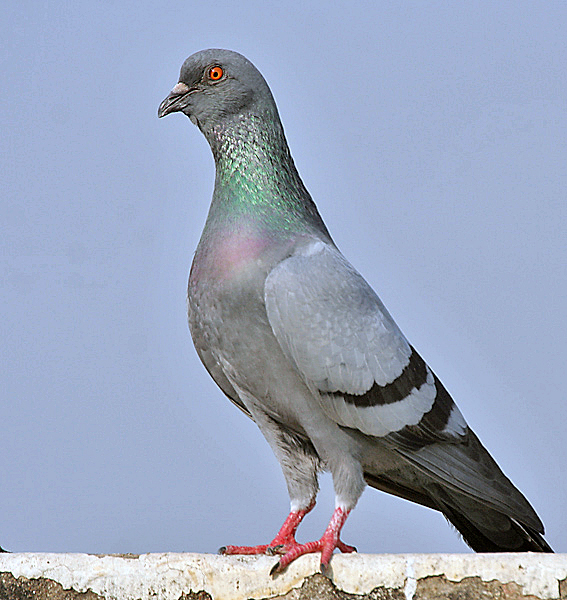
Adult C. l. intermedia fotograferad i Indien.

Klippduvan har sin naturliga utbredning utmed Skottlands kust, lokalt på Irland, på Färöarna, i västra och södra Europa, i Nordafrika, Arabiska halvön och Sydasien så långt österut som Indien. Klippduvor är förhållandevis stationära och lämnar sällan sina lokala områden. Arten (inklusive stadsduvor) har en stor utbredning, som globalt uppskattas uppgå till 10 miljoner km². Den har en stor global population, inklusive uppskattningsvis 17–28 miljoner individer i Europa Arten introducerades första gången i Nordamerika 1606 vid Port Royal i Nova Scotia.

### Introducerade bestånd
I form av stadsduvor förekommer arten över merparten av i Europa, delar av Asien, Nya Guinea, Australien, delar av Afrika, Nordamerika och Västindien, delar av Sydamerika, på S:t Helena i södra Atlanten, på öar i Stilla havet och Indiska oceanen och på Sydgeorgien i Antarktis.

### Taxonomi och evolution
Fossilfynd tyder på att klippduvan uppkom i södra Asien och skelettdelar som hittats i Israel bekräftar att arten funnits där i åtminstone 300 000 år.
Klippduvan beskrevs första gången av Gmelin 1789. Släktets namn Columba är en latiniserad form av det grekiska κόλυμβος (kolumbos), "en dykare", från κολυμβάω (kolumbao), "dyka, kasta sig huvudstupa, simma". Aristofanes (Fåglarna, 304) och andra använder ordet κολυμβίς (kolumbis), "dykare", som fågelns namn, på grund av dess simmande rörelse i luften. Artepitetet härrör från latinets livor, "blåaktig". Dess närmaste släkting är stenduva (C. rupestris), åtföljd av de andra klippduvorna: snöduva (C. leuconota), guineaduva (C. guinea) och abessinduva (C. albitorques).

### Underarter

Förvildade klippduvor i halvnaturlig miljö på havsklippor.

Clements et al. 2014 erkänner 13 underarter. Vissa av dessa kan härstamma från förvildade tamduvor.
- C. l. livia – nominatformen, förekommer i Västpalearktis till västra Kazakstan, norra Kaukasus, Georgien, Cypern, Turkiet och Irak.
- C. l. atlantis (Bannerman, 1931) – på Madeira, Azorerna och Kap Verde; härstammar förmodligen från förvildade tamduvor.
- C. l. canariensis (Bannerman, 1914) – förekommer på Kanarieöarna och på öar utanför Marocko; härstammar förmodligen från förvildade tamduvor.
- C. l. gymnocyclus (Gray, 1856) – förekommer från Mauretanien, Mali och Ghana till kustområdena i Senegambia och Guinea.
- C. l. targia (von Schweppenburg, 1916) – häckar i bergen från centrala Sahara och österut till centrala Sudan.
- C. l. dakhlae (Meinertzhagen, 1928) – förekommer endemiskt i de två oaserna Dakhla och Kharga i centrala Egypten.
- C. l. butleri – förekommer i egyptiska Rödahavsprovinsen och i närliggande områden i Sudan. Inkluderas ofta i schimperi[15]
- C. l. schimperi (Bonaparte, 1854) – förekommer från Nildeltat till Khartoum och från Red Sea Hills i östra Egypten till norra Eritrea.
- C. l. palaestinae (Zedlitz, 1912) – förekommer från Palestina, Sinaihalvön och Arabiska halvön till Aden och Oman.
- C. l. gaddi (Zarodney & Looudoni, 1906) – häckar från Iran till Azerbajdzjan, Transkaspien, Afghanistan och Uzbekistan. Den övergår västerut klinalt med C. l. palaestinae och österut med C. l. neglecta.
- C. l. neglecta (Hume, 1873) – förekommer i bergen i östra Centralasien. Den övergår söderut klinalt med C. l. intermedia.
- C. l. intermedia (Strickland, 1844) – förekommer i Sri Lanka och i Indien söder om C. l. neglectas utbredning i Himalaya.
- C. l. nigricans (Buturlin, 1908) – förekommer i Mongoliet och norra Kina. Är variabel och har troligen förvildat ursprung.

## Utseende och fältkännetecken

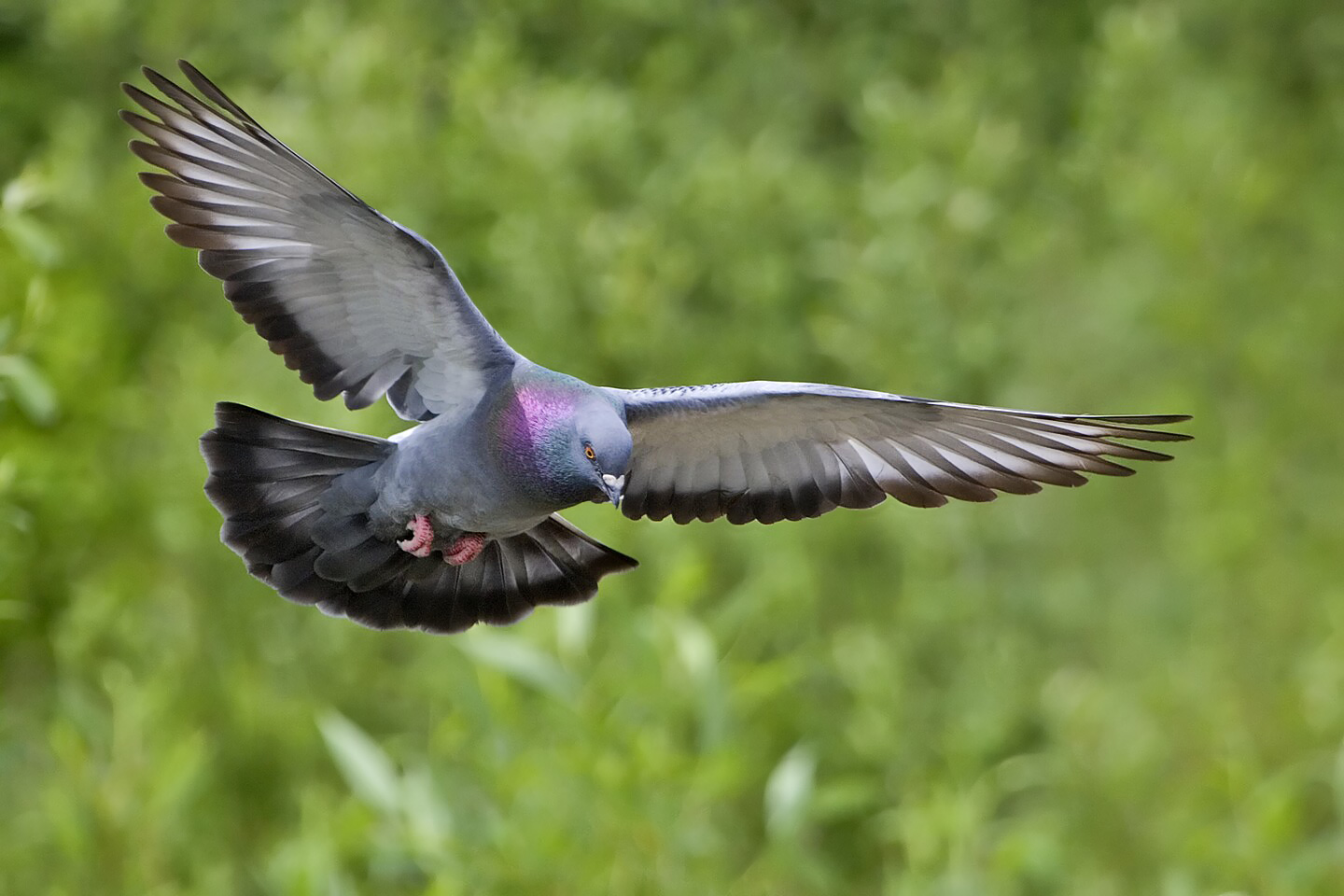
Flygande klippduva.

En adult klippduva av nominatformen är 30–35 cm lång med ett vingspann på 60–68 cm. Den har mörkt blågrått huvud, hals, och bröst med glänsande gulaktig, grönaktig och rödviolett irisering längs halsen och vingfjädrarna. Ögat är orange, rött eller guldgult med en blekare inre ring, och den nakna huden runt ögat är blåaktigt grå. Näbben är gråsvart med framträdande smutsvit vaxhud, och fötterna är rosaröda.
Den adulta honan är nästan identisk med hanen, men iriseringen på halsen är mindre intensiv och mer begränsad till baksidan och sidorna, med den på bröstet oftast är mycket otydlig.
Den vita nedre ryggen på den rena klippduvan är dess bästa kännemärke för identifiering. De två svarta vingtäckarna på de blekgrå vingarna är också utmärkande. Stjärten har ett svart band på änden och stjärtfjädrarnas ytterfan har vita kanter. Den är stark och snabb i flykten, då den störtar ut från havsgrottor, flyger lågt över vattnet, och dess ljusare grå gump är väl synlig från ovan.
Juvenilen uppvisar mindre glans och är mattare i färgen.
Fågelns ljusa undervinge är tydlig när en flygande fågel betraktas underifrån. Fastän den är relativt stark som flygare glidflyger den ofta, och håller då vingarna i en tydlig V-form.
Tamduvan är mycket variabel i färg och mönster och kan vara brokig i vitt, ljusgrått, mörkgrått, rödbrunt, vara helt mörkgrå, vita eller se ut som den ursprungliga klippduvan.

### Underarternas morfologiska skillnader

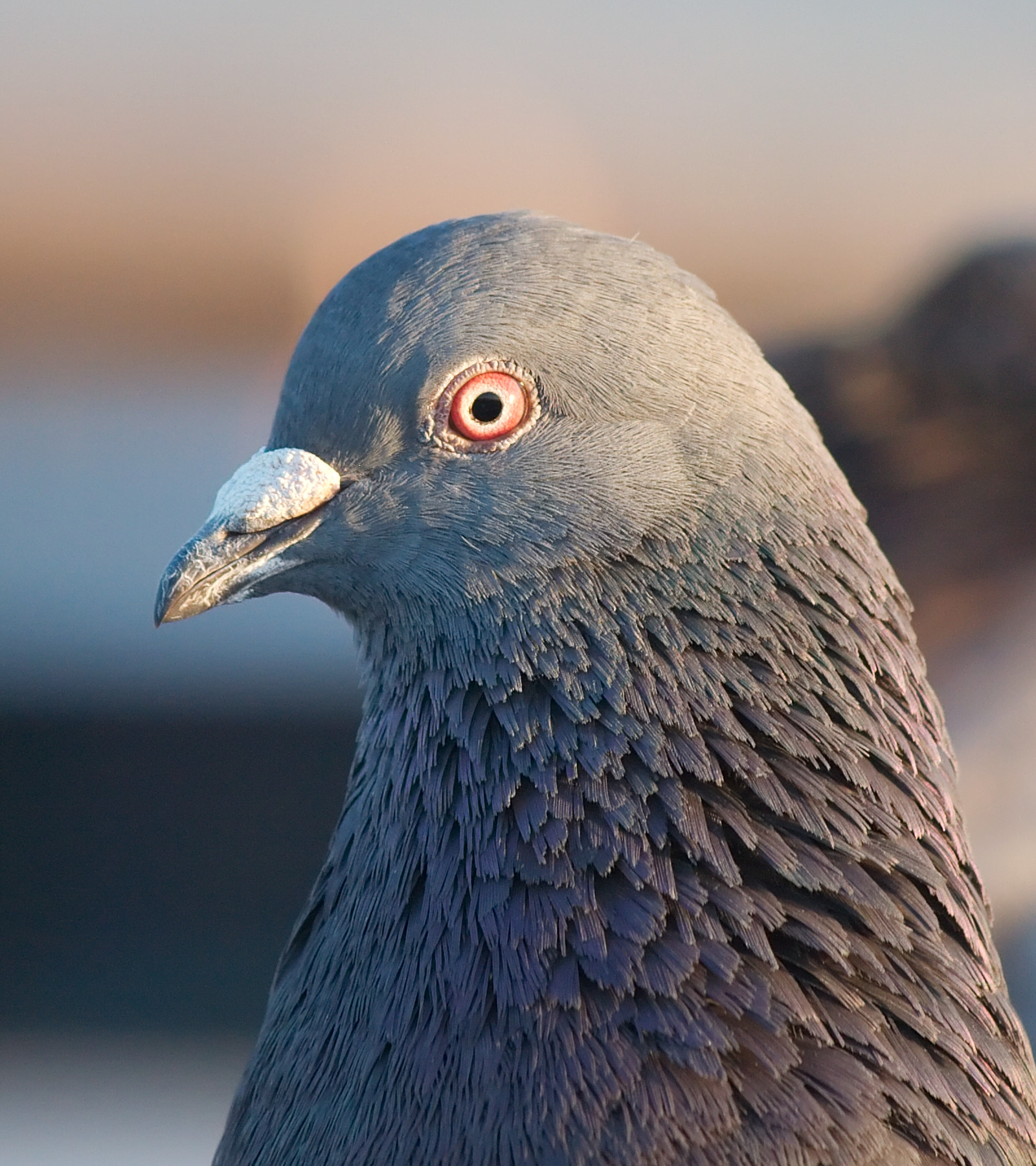

Lista över morfologiska skillnader hos underarterna enligt Gibbs et al. 2000.
- C. l. atlantis är en mycket variabel population med brokig ovansida som döljer de svarta vingbanden
- C. l. canariensis är mindre och genomsnittligt mörkare än nominatformen.
- C. l. gymnocyclus är mindre och mycket mörkare än nominatformen. Den är nästan svartaktig på huvud, gump och undersida med vit rygg och nackens irisering fortsätter upp på huvudet.
- C. l. targia är något mindre än nominatformen, med liknande fjäderdräkt, men ryggen har samma färg som manteln istället för vit.
- C. l. dakhlae är mindre och mycket blekare än nominatformen.
- C. l. schimperi är mycket lik C. l. targia, men har tydligt blekare mantel.
- C. l. palaestinae är något större än C. l. schimperi  och har mörkare fjäderdräkt.
- C. l. gaddi är större och blekare än C. l. palaestinae.
- C. l. neglecta är lik nominatformen i storlek, men är mörkare med en starkare och mer omfattande iriserande skimmer på halsen.
- C. l. intermedia liknar C. l. neglectas, men är mörkare med mindre kontrasterande rygg.
- C. l. nigricans är variabel.

## Ekologi
Klippduvans ursprungliga livsmiljö är klippor, vanligen vid kuster. Den domesticerade och förvildade formen, stadsduvan, har i stor utsträckning införts på andra håll, och är vanlig, särskilt i städer, över en stor del av världen. Duvor söker föda på marken i grupper eller individuellt. De sover tillsammans i byggnader eller på väggar. När de dricker kan duvorna, i motsats till de flesta fåglar, sänka ned näbben i vattnet och dricka kontinuerligt utan att behöva böja huvudet bakåt. När den blir störd flyger den, ofta i grupp, upp med ett kraftigt klappande ljud.

### Häckning
Klippduvan uppträder i par under häckningssäsongen men lever vanligtvis i flock. Klippduvan häckar när som helst under året, men toppar är våren och sommaren. Häckningsplatser ligger längs klippväggar vid kusten, samt de konstgjorda klippväggar som skapas av höghus med tillgängliga avsatser eller takutrymmen.
Boet som byggs är en bräcklig plattform av strån och pinnar, som placeras på en avsats, under skydd. Ofta används fönsternischer på byggnader.
Honan lägger två vita ägg som ruvas av båda föräldrarna i sjutton till nitton dagar.
Boungen har blekgula dun och en köttfärgad näbb med mörkt band. Den tas om hand och föds upp på "krävmjölk" liksom andra duvor. Ungen stannar i boet i 30 dagar.

### Predatorer och nativitet
Många olika predatorer tar klippduvor som byten. Pilgrimsfalkar och sparvhökar är ganska skickliga på att jaga denna art.
På marken är vuxna fåglar, deras ungar och deras ägg hotade av förvildade och tama katter.
Duvor har jagats av människor och använts som mat i många länder.
En klippduvas livslängd varierar från tre till fem år i naturen till 15 år i fångenskap, men mer långlivade exemplar har rapporterats.

## Klippduvan och människan

### Mänsklig hälsa
Duvor har förknippats med ett antal olika sjukdomar som drabbar människor, däribland histoplasmos och kryptokockos. De är inget större problem vad gäller spridning av West Nile fever. De kan smittas av viruset men tycks inte kunna sprida det. Duvor riskerar dock att bära på och sprida fågelinfluensa. Fastän en studie har visat att vuxna duvor inte är kliniskt mottagliga för den farligaste varianten av fågelinfluensa, H5N1, har andra studier uppvisat definitiva bevis för kliniska tecken och neurologiska lesioner som beror på infektion. Vidare har det visats att duvor är mottagliga för andra varianter av fågelinfluensa, såsom H7N7, som har orsakat minst ett dödsfall bland människor.

### Domesticering

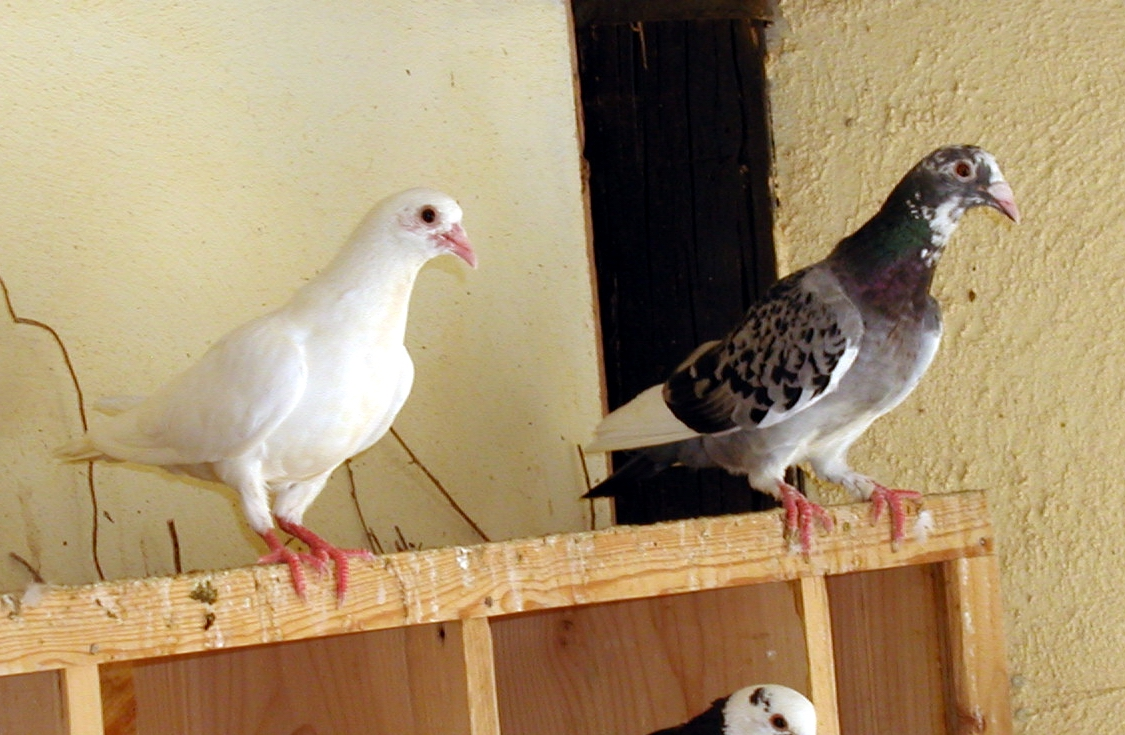
Tamduvor

Klippduvor har domesticerats i flera tusen år, vilket har lett fram till tamduvan (Columba livia domestica). Förutom som sällskapsdjur används tamduvor som brevduvor, och vissa duvor har spelat viktiga roller i krig, många så mycket att de mottagit utmärkelser och medaljer för sina tjänster, till exempel att rädda hundratals människoliv. Några exempel är den franska duvan Cher Ami som mottog Croix de Guerre för sina insatser under första världskriget, och den irländska Paddy och den amerikanska G.I. Joe, som båda mottog Dickin Medal, bland 32 duvor som fick denna medalj, för sina insatser under andra världskriget. Det finns många raser av tamduvor av olika storlek, färg och typ.

#### Stadsduva
Många tamduvor har rymt eller släppts ut under årens lopp, och har givit upphov till förvildade duvor. Dessa uppvisar en mångfald fjäderdräkter, även om vissa har den blåbandiga mönstringen som den rena klippduvan har. Stadsduvor återfinns i stora antal i städer och mindre orter över hela världen. Bristen på den rena vilda arten beror delvis på blandning med stadsduvor.

## Galleri

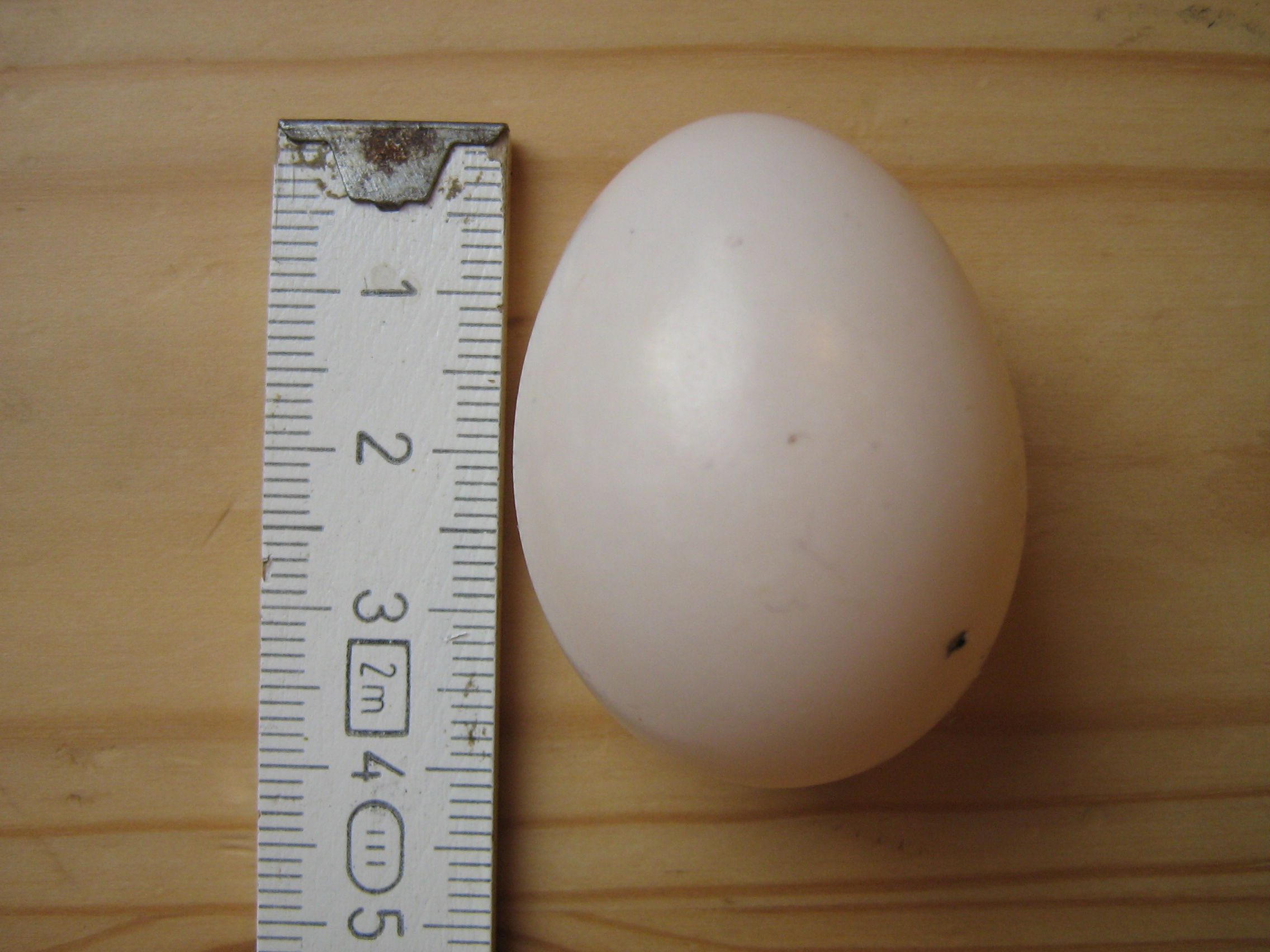
Ägg, mätt i centimeter.
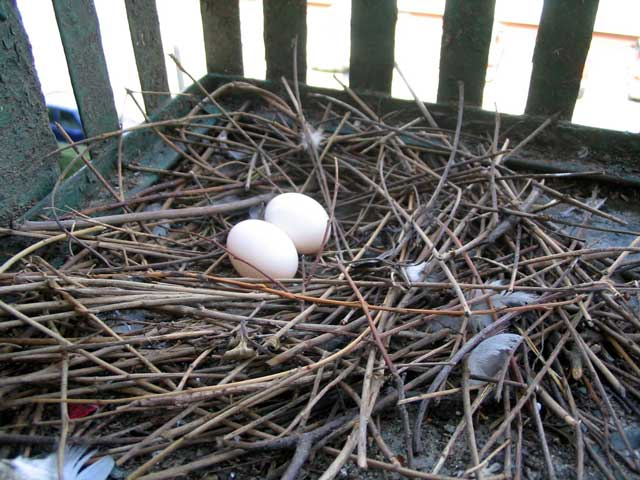
Bo med två ägg.
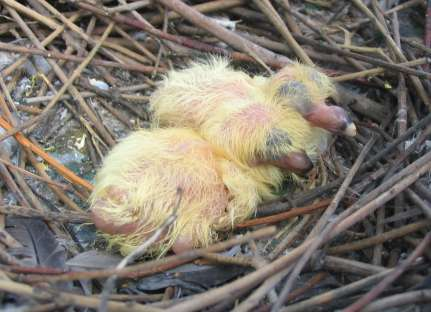
Boungar, en dag gamla.
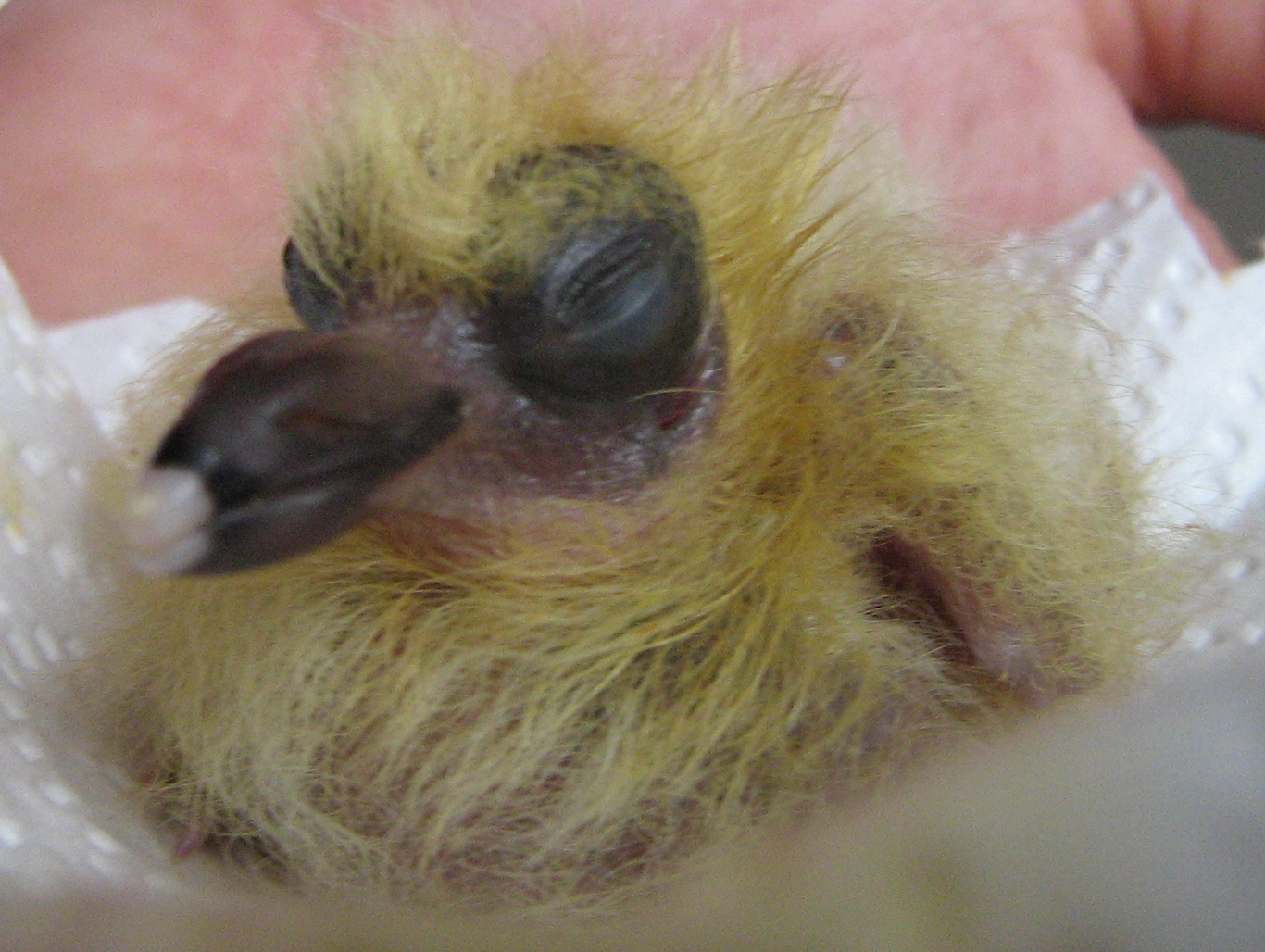
Bounge, fem dagar.
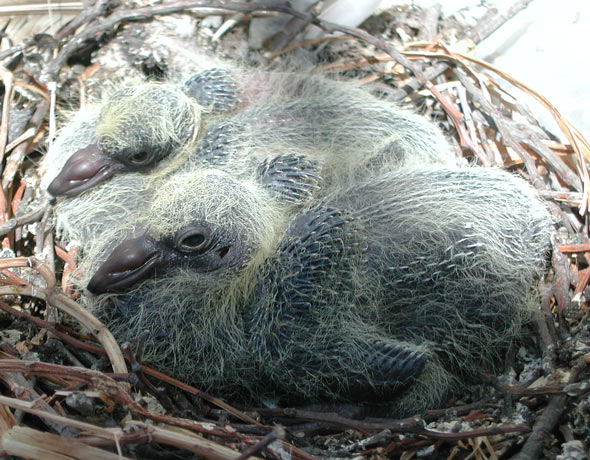
Boungar, omkring tio dagar.
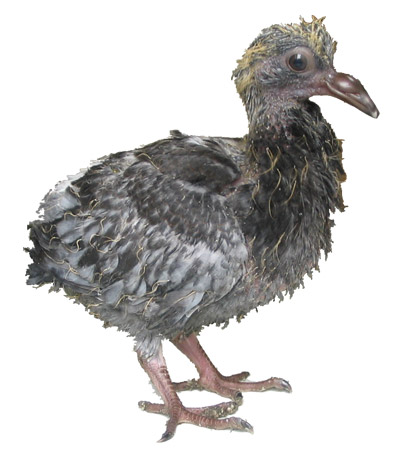
Juvenil, 22 dagar.
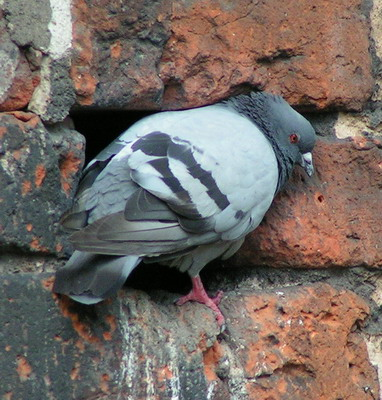
Adult klippduva med fjäderdräkt av vild typ.
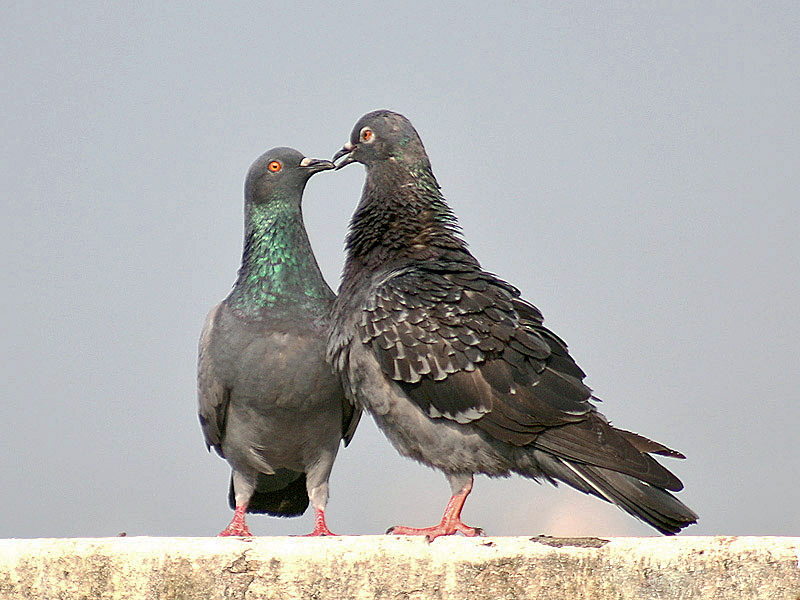
Stadsduvor under parningsspel.
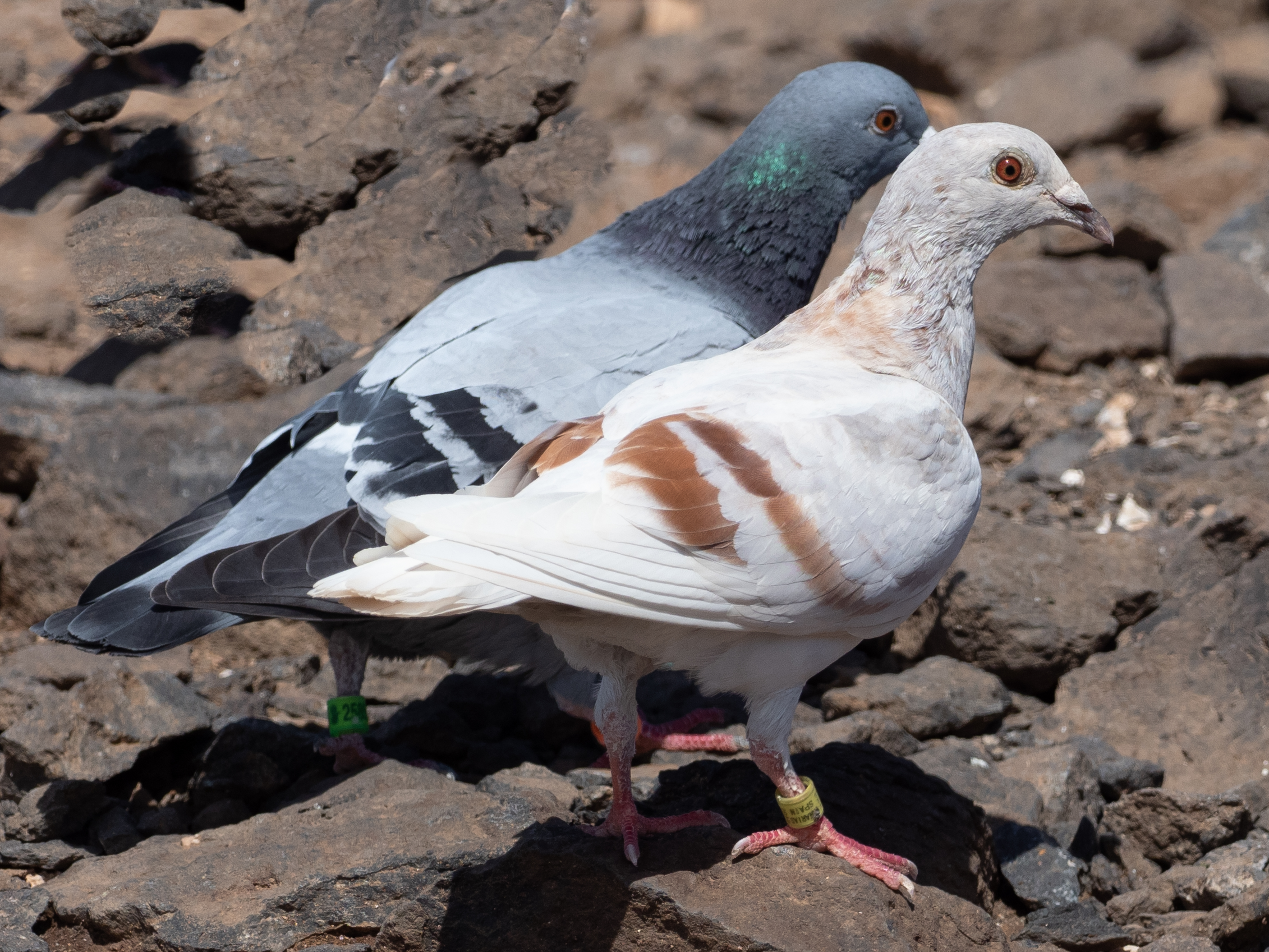
C. l. canariensis på Gran Canaria.